# 薩非 (波斯)

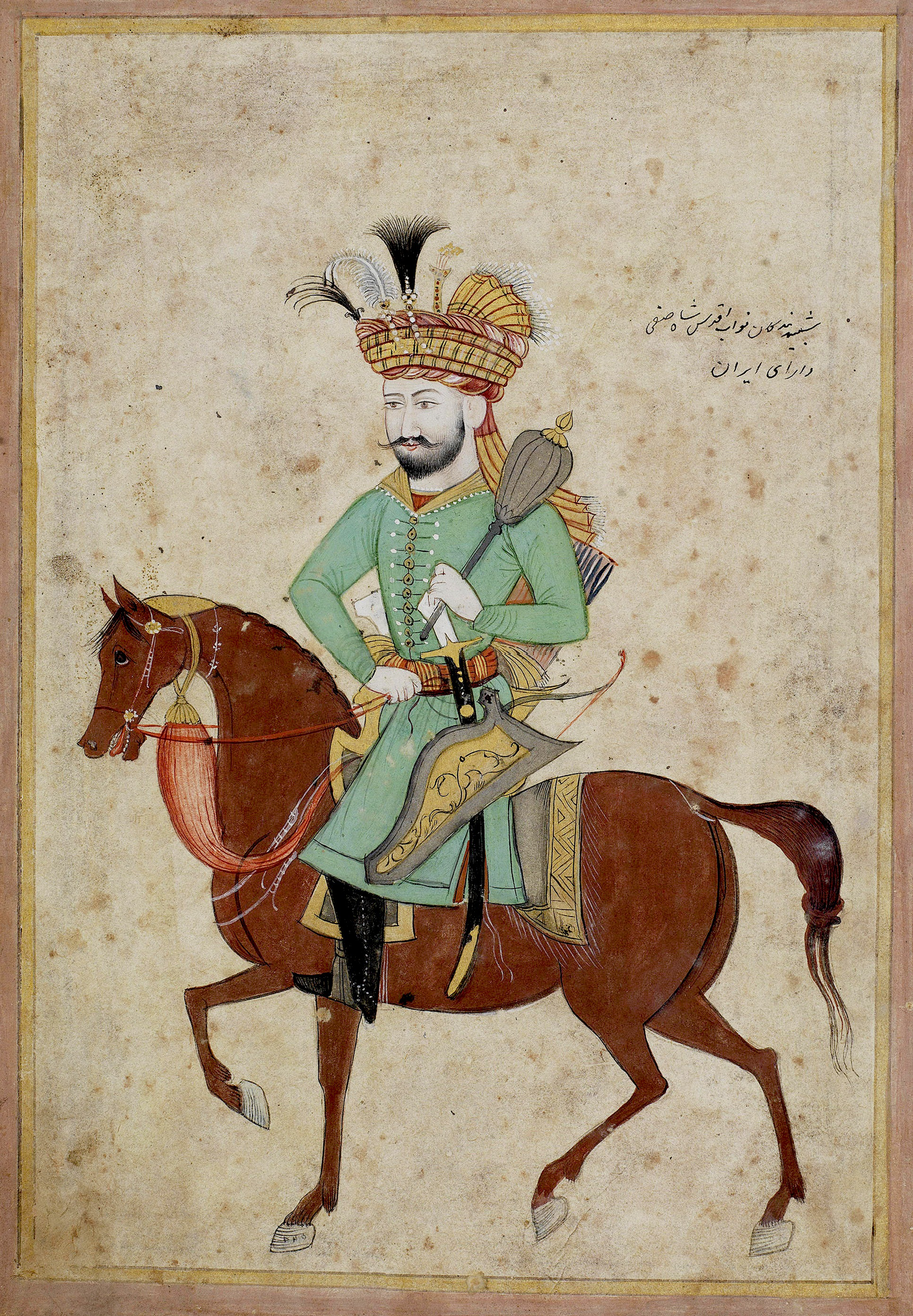
薩非

薩非（波斯語：شاه صفی，1611年—1642年5月12日），伊朗薩非王朝的沙阿（1629年—1642年在位）。在他統治時期，薩非王朝開始衰落。薩非為阿拔斯一世的長子Mohammed Baqir Mirza的兒子。
阿拔斯一世有三位長大成人的兒子，長子成為皇儲，後因流言蜚語，阿拔斯一世捕風捉影，認定長子準備取而代之。1615年，阿拔斯一世命人於拉什特的土耳其浴中將皇儲殺死。阿拔斯一世即時感到後悔，但是仍然是多疑。終於，阿拔斯一世於1621年及1627年分別殺死與刺盲他的次子及幼子。當1629年阿拔斯一世病逝前，他立了身為孫兒的薩非為繼承人。
薩非為人殘暴而內斂，有人說因為他的父親的被阿拔斯一世派人謀殺，所以他極之厭惡他的祖父。
薩非於1629年1月28日即位，當時年僅十八歲。他無情地淘汰任何一個能威脅他權力的人，幾乎處決所有的薩非王室的王子，以及功績顯赫的朝臣和將軍。他甚少留意政事，又無文化或學術興趣，甚至有閱讀和書寫的困難。他長期酗酒及吸食鴉片，但是意外地與他的祖父一樣憎惡煙草，甚至以熔化的鉛澆在那些在公共場合被發現吸煙的人嘴中。
奧斯曼帝國的穆拉德四世看見薩非的昏庸無能，於1630年及1634年，入侵伊朗西部，並於1638年重奪巴格達。1639年，奧斯曼帝國及薩非王朝簽署和約，雙方從始再沒有戰爭，而巴格達自始在奧斯曼帝國的版圖下直至第一次世界大戰。另外烏茲別克人及土庫曼人皆曾騷擾伊朗東面邊境，而印度莫臥兒帝國的沙賈汗更於1638年奪取坎大哈。
薩非於1642年5月12日逝世。由他的兒子阿拔斯二世繼位。
| 薩非 (波斯) 薩非王朝出生于：1611年逝世於：1642年5月12日 | 薩非 (波斯) 薩非王朝出生于：1611年逝世於：1642年5月12日 | 薩非 (波斯) 薩非王朝出生于：1611年逝世於：1642年5月12日 |
| ------------------------------------------------------- | ------------------------------------------------------- | ------------------------------------------------------- |
| 前任： 阿拔斯一世                                       | 伊朗沙阿 1629–1642                                      | 繼任： 阿拔斯二世                                       |